# Naeseo-eup
Naeseo-eup (koreanska: 내서읍) är en köping i stadskommunen Changwon i provinsen Södra Gyeongsang i den sydöstra delen av Sydkorea, 290 km sydost om huvudstaden Seoul. Den ligger i stadsdistriktet Masanhoewon-gu.